# Drogoszewo (Grande-Pologne)
Pour les articles homonymes, voir Drogoszewo.
Drogoszewo (prononciation : [drɔɡɔˈʂɛvɔ]) est un village polonais de la gmina de Piaski dans le powiat de Gostyń de la voïvodie de Grande-Pologne dans le centre-ouest de la Pologne.
Le village possède une population de 94 habitants en 2015.

## Histoire
De 1975 à 1998, le village faisait partie du territoire de la voïvodie de Leszno.

Depuis 1999, Drogoszewo est situé dans la voïvodie de Grande-Pologne.